# Van de Velde: Die vollkommene Ehe
Van de Velde: Die vollkommene Ehe ist ein deutscher Aufklärungsfilm von Franz Josef Gottlieb aus dem Jahr 1968. Er basiert auf dem 1926 erschienenen Werk Die vollkommene Ehe des niederländischen Frauenarztes Theodoor Hendrik van de Velde.

## Handlung
Der Film wird als Beitrag zur Überwindung der modernen Ehekrise bezeichnet und verbindet dazu Spielhandlungen mit den Kommentaren des Zürcher Sexualpädagogen Bernard Harnik. Die Namen der Episoden heißen Richtige Partnerwahl, Psychologische Verhaltensformen, Progeniturfrage (Frage der Nachkommenschaft) und Sexualität in der Ehe. In Exkursen werden Begriffe wie Schamerziehung, Polarität und Anpassungsfähigkeit veranschaulicht.
Die Filmszenen spielen in der Gegenwart. Der selbstsüchtige Heinz lässt sich beinahe von einer blonden Fabrikarbeiterin verführen, während seine liebevolle Ehefrau Ursula schwanger ist. Andere seit Jahren verheiratete Paare sind dagegen noch immer von leidenschaftlicher Liebe zueinander erfüllt und freuen sich auf die künftige Nachkommenschaft.

## Produktionsnotizen
Peter Thomas komponierte zu dem Film eine für ihn ungewöhnlich sentimentale Musik. Die Uraufführung erfolgte am 9. August 1968.

## Kritiken
Das Lexikon des Internationalen Films urteilt: „Den vorgegebenen Anspruch, über richtige Partnerwahl, psychologisches und sexuelles Verhalten in der Ehe sowie Nachkommenschaftsbestimmung überzeugende Auskünfte beizutragen, erfüllt der oft unfreiwillig komische, bildlich und musikalisch unzumutbar versüßlichte Film in keiner Weise.“